# Gerrinae
Gerrinae Leach, 1815 è una sottofamiglia di Rincoti Eterotteri, insetti appartenenti alla superfamiglia Gerroidea (Gerromorpha) caratterizzati, come tutti i membri, dalla capacità di "scivolare" sull'acqua, poggiando solo i tarsi delle zampe medie e posteriori evitando così di affondare.

## Tassonomia
La sottofamiglia comprende due tribù e i corrispondenti generi:
- Gerrini
  - Aquarius
  - Gerris
  - Gigantometra
  - Limnogonus
  - Limnoporus
  - Neogerris
  - Tenagogonus
- Tachygerrini
  - Tachygerris